# Guerras indo-paquistanesas
Desde a partição da Índia em 1947, os dois países sul-asiáticos envolveram-se em quatro guerras, incluindo uma guerra não declarada, bem como muitos atritos de fronteira e tensões militares. Além disso, a Índia acusou o Paquistão de envolvimento em guerras por procuração, prestando assistência militar e financeira a violentos atores não-estatais.
Todos os conflitos armados entre os dois países tiveram como causa direta ou indireta a região disputada da Caxemira, com exceção da guerra de 1971, a qual teve como casus belli o Paquistão Oriental, que se tornou independente ao término das hostilidades com o nome de Bangladesh.
Um fator de grande preocupação mundial é que ambos os países possuem armas atômicas. Ainda que disponham de um arsenal muito menor do que o das principais superpotências Estados Unidos, Rússia e China, uma guerra nuclear entre Índia e Paquistão poderia resultar em centenas de milhões de mortes, alterações no clima da Terra e até mesmo no temido inverno nuclear.

## Causas
A partição da Índia surgiu na sequência da Segunda Guerra Mundial, quando a Grã-Bretanha e a Índia Britânica estavam lidando com as tensões econômicas causadas pela guerra e sua desmobilização. Era intenção daqueles que desejavam um estado muçulmano surgido da Índia britânica que houvesse uma partição clara, independente e igual entre o "Paquistão" e o "Hindustão" logo que a independência viesse.
A partição em si, de acordo com líderes políticos, como Muhammad Ali Jinnah, líder da Liga Muçulmana, e Jawaharlal Nehru, líder do Congresso Nacional Indiano, deveria ter resultado em relações pacíficas. No entanto, a divisão da Índia britânica entre Índia e Paquistão em 1947, não dividiu as nações corretamente ao longo de linhas religiosas. Quase um terço da população muçulmana da Índia britânica permaneceu na Índia. A violência inter-comunitária entre hindus, sikhs e muçulmanos resultou em entre 500.000 a 1 milhão de vítimas. :6
Os territórios principescos, como Caxemira e Hyderabad, também foram envolvidos na partição. Os governantes desses territórios tiveram que escolher a se juntar a Índia ou ao Paquistão. O governante da Caxemira, que tinha uma população de maioria muçulmana, era governada por um marajá hindu decidiu, na ocasião da partilha, declarar a independência. Uma invasão de unidades não-regulares paquistanesas, apoiadas por algumas tropas regulares, fez com que o marajá aceitasse unir-se à Índia para repelir os invasores através da assinatura do instrumento de adesão.  Tanto a Índia como o Paquistão passaram a reivindicar a Caxemira que, assim, tornou-se o principal ponto do conflito. :8

## Guerras
- Guerra Indo-Paquistanesa de 1947 (ou Primeira Guerra da Caxemira): O conflito durou mais de um ano e cada uma das partes lucrou de maneira significativa no território da outra. Na altura do cessar-fogo determinado pela ONU, a Índia havia assegurado pouco menos de três-quintos da Caxemira, inclusive o fértil Vale da Caxemira.
- Guerra Indo-Paquistanesa de 1965 (ou Segunda Guerra da Caxemira): Começou com uma infiltração instigada pelo Paquistão, que provocou uma rebelião em Jammu e Caxemira contra o governo indiano. Em retaliação, a Índia desfechou um ataque contra o território paquistanês. A guerra terminou num impasse.
- Guerra Indo-Paquistanesa de 1971 (como resultado da Guerra de Independência de Bangladesh): Esta guerra não envolveu a Caxemira e sim o Paquistão Oriental (o futuro Bangladesh). Após meses de conflito interno ali, a Índia decidiu apoiar os bengaleses e, em quinze dias, o exército indiano havia derrotado as tropas paquistanesas, com a ajuda dos rebeldes, e levado o Paquistão à rendição.
- Guerra Indo-Paquistanesa de 1999 (ou Guerra de Kargil ou Conflito de Kargil): As hostilidades são consideradas um conflito menor, embora tenha causado perturbação fortes em ambos os lados, numa época de maior cobertura de mídia. A guerra terminou com a Índia de posse de Kargil (um distrito do estado indiano de Jammu e Caxemira).

## Outros conflitos
Além das guerras acima mencionadas, houve confrontos entre os dois países ao longo do tempo. Alguns beiraram a guerra total, enquanto outros foram limitados em abrangência. Era esperado que ambos os países lutassem um contra o outro em 1955, após uma postura guerreira em ambos os lados,mas a guerra em grande escala não estourou.

### Conflitos armados permanentes
- Insurgência em Jammu e Caxemira: Uma insurgência na Caxemira administrada pela Índia tem sido um motivo de tensão crescente. A Índia também acusa grupos militantes apoiados pelo Paquistão de executar vários ataques terroristas em toda a Índia.

- Conflito de Siachen: Em 1984, a Índia lançou a Operação Meghdoot para capturar a maior parte do Glaciar de Siachen. Novos confrontos eclodiram na área glacial em 1985, 1987 e 1995, quando o Paquistão procurou, sem sucesso, expulsar a Índia de seu reduto.[5][6]

- Sir Creek: A disputa reside na interpretação da linha de fronteira marítima entre a Kutch e Sindh. Antes da independência da Índia, a região provincial foi uma parte da Presidência de Bombaim da Índia britânica. Após a independência da Índia em 1947, Sindh tornou-se uma parte do Paquistão, enquanto Kutch tornou-se uma parte da Índia. O Paquistão reivindica todo o riacho conforme os parágrafos 9 e 10 da Resolução do Governo de Bombaim de 1914,[7] assinada entre o então Governo de Sindh e Rao Maharaj de Kutch. [8]

- transgressões marítimas da Índia e do Paquistão: frequente transgressão e violação das respectivas águas territoriais nacionais da Índia e do Paquistão em tempo de paz que ocorre geralmente por pescadores indianos e paquistaneses que operam ao longo do litoral do estado indiano de Gujarat e da província paquistanesa de Sindh. A maioria das violações ocorrem devido à ausência de um limite físico e inexistência de ferramentas de navegação para os pequenos pescadores. Centenas de pescadores são presos pela Guarda Costeira dos dois países, mas a obtenção de sua libertação é difícil e morosa, devido às relações hostis entre os dois países. [9][9][10][11]

### Escaramuças e impasses passados
- Integração indiana de Junagadh: O estado principesco de Junagadh, que tinha uma maioria hindu e um governante muçulmano, aderiu ao Paquistão em 15 de setembro de 1947, alegando uma conexão por mar. A aceitação do Termo de Adesão pelo Paquistão foi vista como uma estratégia para obter um plebiscito realizado na Caxemira, que tinha uma maioria muçulmana e um governante hindu. Após tensões comunais, militares indianos entraram no território o que foi protestado pelo Paquistão como uma violação do direito internacional. Mais tarde, um plebiscito foi realizado e a adesão foi revertida para que o Estado se juntasse a Índia. [12][13][14][15]

- Operação Brasstacks: (a maior de seu tipo no Sul da Ásia), conduzida pela Índia entre novembro de 1986 e março de 1987, e a mobilização do Paquistão, em resposta, aumentou as tensões e temores de que isso poderia conduzir a uma nova guerra entre os dois países vizinhos.[5] :129[16]

- Confronto entre a Índia e o Paquistão em 2001-2002: O ataque terrorista ao Parlamento indiano em 13 de dezembro de 2001, em que a Índia culpou as organizações terroristas sediadas no Paquistão, Lashkar-e-Taiba e Jaish-e-Mohammed, levaram a um impasse militar entre 2001 e 2002 em que ambos os lados estiveram perto da guerra.[17]

- Confronto entre a Índia e o Paquistão em 2008: um impasse entre as duas nações após os ataques em Mumbai em 2008, que foi neutralizado por esforços diplomáticos. Após dez ataques coordenados de tiroteios e bombardeios em todo Mumbai, a maior cidade da Índia, as tensões entre os dois países se intensificaram dado que a Índia afirmou que os resultados de interrogatório alegavam[18][19] que o ISI paquistanês apoiou os agressores, enquanto o Paquistão negou.[20][21][22] O Paquistão colocou sua força aérea em alerta e se moveu tropas para a fronteira com a Índia, expressando preocupações sobre os movimentos proativos do exército indiano[23] e os possíveis planos do governo indiano de lançar ataques em solo paquistanês. [24] A tensão foram aliviadas em curto espaço de tempo e o Paquistão moveu suas tropas longe da fronteira.

## Incidentes
- Incidente Atlantique: um avião de patrulha Breguet Atlantique da Marinha do Paquistão, que levava 16 pessoas a bordo, foi abatido pela Força Aérea da Índia por suposta violação do espaço aéreo. O episódio ocorreu no Rann de Kutch em 10 de agosto de 1999, apenas um mês após a Guerra de Kargil, criando um clima de tensão entre a Índia e o Paquistão. Diplomatas estrangeiros observaram que o avião caiu dentro do território paquistanês, muito embora possa ter cruzado a fronteira. No entanto, também acreditam que a reação da Índia foi injustificada.[25] O Paquistão apresentou mais tarde uma exigência de compensação no Tribunal Internacional de Justiça, acusando a Índia pelo incidente, porém a Corte indeferiu o caso em uma decisão dividida, decidindo que o Tribunal não tem essa competência. [26]
- incidente de tiroteio fronteiriço entre a Índia e o Paquistão em 2011 ocorreu entre 30 de agosto (terça-feira) e 1 de setembro de 2011 (quinta-feira) ao longo da Linha de Controle no Distrito de Kupwara / Vale de Neelam, resultando em um soldado indiano e três soldados paquistaneses sendo mortos. Os dois países deram diferentes relatos do incidente, cada um acusando o outro de iniciar as hostilidades. [27][28]
- incidente de fronteira entre Índia e Paquistão em 2013 no setor de Mendhar de Jammu e Caxemira, devido à decapitação de um soldado indiano. Um total de seis soldados morreram (dois indianos e quatro soldados paquistaneses). [29]